# Kasakova
Kasakova – wieś w Estonii, w prowincji Võru, w gminie Meremäe.